# Hold 3 på TV-Avisen
Hold 3 på TV-Avisen er en dansk kortfilm fra 1996, der er instrueret af Simon Plum.

## Handling
Denne artikel mangler et handlingsreferat. Hjælp os med at skrive det.